# Лесниковский
Лесниковский — посёлок в Сузунском районе Новосибирской области России. Входит в состав Меретского сельсовета.

## География
Стоит на реке Обь.
Площадь посёлка — 51 гектар.

## История
В 1976 г. Указом Президиума ВС РСФСР посёлок №2 переименован в Лесниковский.

## Население
| 2002 | 2007 | 2010 |
| ---- | ---- | ---- |
| 346  | ↘329 | ↘322 |

## Инфраструктура
В посёлке по данным на 2007 год функционирует 1 учреждение здравоохранения. (Лесниковский ФАП). 
Дом культуры.

## Достопримечательности
К северу от посёлка находится памятник природы Обская песчаная степь.

## Транспорт
Лесниковский доступен автомобильным и водным транспортом. Остановка общественного транспорта «Лесниковский». 